# تمثال بيتتا
بيتتا تعتبر واحدة من الأعمال التي لايمكن نسيانها للفنان مايكل آنجلو في كاتدرائية القديس بطرس بمدينة الفاتيكان. ويجسد العمل تصويرا للسيد المسيح وهو في حضن أمه مريم العذراء بُعيد إنزاله عن الصليب. موضوع العمل كان مشهورا في فرنسا وشمالي أوروبا ذلك الوقت إلا أن الأعمال السابقة كانت غير ملائمة حيث كان يتم تصوير جسد مريم العذراء هزيلا صغيرا مقارنة مع جسد السيد المسيح فتصبح الصورة ركيكة وغير منطقية، كما أن المبالغة الهائلة في تصوير جروح السيد المسيح سعيا لاستثارة عواطف المشاهد كانت غير مبررة.
فنسخة مايكل آنجلو من هذه المنحوتة كانت نسخة غاية في الجمال والرقة حيث صور مريم العذراء وهي تنظر نحو ابنها المضرج بالدماء نظرة صامتة شديدة الحزن والأسى على فقدانها لفلذة كبدها، وتكاد لاترى الجروح التي ألمت بالمسيح إلا أنك مع ذلك تتفاعل مع هذه المنحوتة وتتحرك مشاعرك بالضبط كما أراد مايكل آنجلو. وكان مايكل قد استخدم الايماءات بدلاً من استخدام الجروح سعيا منه لاستثارة العواطف والمشاعر، حيث تستطيع أن ترى كيف تشد مريم العذراء انتباهنا إلى ابنها المتوفى بواسطة يدها اليسرى، في حين تلتفُ يدها اليمنى لتعانق المسيح برقة، رافعة ساعده قليلاً ممايجعل يده ممتدة مرتخية دون حراك.
ومن الشكل العام نستطيع أن نرى تصوير جسد مريم العذراء على نحو عريض لتحتوي جسد السيد المسيح المضطرب الذي ينحني قليلاً حول جسد مريم العذراء مشكلاً منحوتة غاية في الرشاقة والإيجاز.
كانت نية مايكل آنجلو عند نحت المنحوتة هو وضع هذه المنحوتة ضمن محراب ضيق لذلك كان قد صقل النهايات وعزز نحت اللباس بشكل بديع جداً لكي تصبح مرئية وواضحة ضمن موقعها. من النادر حقاً أن نرى في أعمال مايكل آنجلو مثل كمال هذا العمل ومدى الإتقان الذي حظي به، ومن المحتمل أن راعي هذه المنحوتة كان السبب في الإصرار على إنهائها بشكل كامل. موضوع بيتتا كان من المواضيع المحببة لدى مايكل آنجلو في أيامه الأخيرة حيث نحت منحوتتين إضافيتين تجسدان نفس الفكرة. الأولى بيتتا الفلورنسية (1547 - 1555)، والثانية تركت بدون أن تنتهي حيث توفي مايكل آنجلو.